# Абдурауфов, Абдулло Абдулгафурович
Абдулло́ Абдулгафу́рович Абдурау́фов — советский, таджикский и узбекский оперный певец. В 1964 году был признан Заслуженным артистом Таджикской ССР. 
Родился 27 декабря 1928 года в Самарканде, в гузаре (махалле) Кошхавуз, в таджикской семье. В 1949 году окончил филологический факультет самаркандского института, в 1953 году окончил Московскую государственную консерваторию имени Чайковского, а в 1958 году окончил Ташкентскую государственную консерваторию.
После завершения учёбы являлся певцом в Ташкентской государственной филармонии, а чуть позднее в Ташкентском государственном академическом театре оперы и балета имени Алишера Навои. Затем работал в Таджикской государственной филармонии, а с 1970 года по 1975 год, до самой смерти в Самаркандском театре оперы и балета.
Принимал участие в группах с советскими певцами и музыкантами в многочисленных фестивалях и гастрольных выступлениях в различных городах СССР, и за его пределами, например в Афганистане, Ираке, Финляндии, Германии и в других странах.